# Saint Michel United Football Club
O Saint Michel United Football Club é um clube de futebol com sede em Roche Caiman, Seicheles. Fundada em 1996, a equipe disputou a Copa das Confederações Africanas e compete no Campeonato Seichelense de Futebol.

## Títulos
- Seychelles League: 14

Bold text:: 1996, 1997, 1999, 2000, 2002 (compartilhado), 2003, 2007, 2008, 2010, 2011, 2012, 2014, 2015 e 2020
- Seychelles FA Cup: 11

1997, 1998, 2001, 2006, 2007, 2008, 2009, 2011, 2013, 2014, 2016.
- Seychelles League Cup: 5

2004, 2008, 2009, 2010, 2011.
- Seychelles Presidents Cup: 11

1996, 1997, 1998, 2000, 2001, 2006, 2007, 2009, 2010, 2011.2017